# Platycheirus lundbladi
Platycheirus lundbladi är en tvåvingeart som först beskrevs av Günther Enderlein 1938.  Platycheirus lundbladi ingår i släktet fotblomflugor, och familjen blomflugor.
Artens utbredningsområde är Juan Fernández-öarna. Inga underarter finns listade i Catalogue of Life.